# تخم‌ریز
بعضی از حشرات برای تخم‌گذاری دارای تخم‌ریز (انگلیسی: Ovipositor) هستند که به کمک آنها تخم‌های خود را داخل بافت‌های گیاهی، داخل یا داخل بدن میزبان‌های خود قرار می‌دهند.
تخم‌ریز اندامی لوله‌ای‌شکل است. در حشرات شامل حداکثر سه جفت ضمیمه است.
جزئیات و ریخت تخم‌ریزها متفاوت‌اند، اما به‌طور معمول شکل آن‌ها با کارکردهایی مانند انتقال تخم، تهیه محلی برای آن و قرار دادن صحیح آن سازگار است.
در مورد حشرات، از این اندام صرفاً برای اتصال تخم به برخی از سطوح استفاده می‌شود، اما برای بسیاری از گونه‌های انگلی (عمدتاً در زنبورها و سایر پرده‌بالان)، تخم‌ریز همزمان یک عضو سوراخ‌کننده نیز هست.